# Чемпионат мира по шорт-треку 2023
Чемпионат мира по шорт-треку 2023 года проходил с 10 по 12 марта в Сеуле, Южная Корея. Соревнования были проведены среди мужчин, женщин и эстафетах. Первоначально в Сеуле планировалось провести чемпионат 2020 года, но они были отменены из-за пандемии COVID-19.
Чемпион в многоборье с 2023 года не определяется. Соревнования проводятся на отдельных дистанциях 500 м, 1000 м, 1500 м, как у мужчин, так и у женщин.
На чемпионате также проводятся эстафеты у женщин на 3000 м и у мужчин на 5000 м, а также смешанные эстафеты. В соревнованиях принимают участие команды из четырёх спортсменов.
Из-за военной спецоперации России на Украине спортсмены из России и Белоруссии были отстранены от участия в чемпионате мира.

## Медали

### Общий зачёт
(Жирным шрифтом выделено самое большое количество медалей в своей категории; принимающая страна также выделена)
| Общее количество медалей | Общее количество медалей | Общее количество медалей | Общее количество медалей | Общее количество медалей | Общее количество медалей |
| Место                    | Страна                   | Золото                   | Серебро                  | Бронза                   | Всего                    |
| ------------------------ | ------------------------ | ------------------------ | ------------------------ | ------------------------ | ------------------------ |
| 1                        | Нидерланды               | 5                        | 1                        | 2                        | 8                        |
| 2                        | Республика Корея         | 2                        | 3                        | 1                        | 6                        |
| 3                        | Италия                   | 1                        | 2                        | 1                        | 4                        |
| 4                        | Китай                    | 1                        | 1                        | 0                        | 2                        |
| 5                        | Канада                   | 0                        | 1                        | 5                        | 6                        |
| 6                        | Бельгия                  | 0                        | 1                        | 0                        | 1                        |
| Всего стран: 6           | Всего стран: 6           | 9                        | 9                        | 9                        | 27                       |

### Призёры

#### Мужчины
| Дисциплина      | Золото                                                                    | Золото   | Серебро                                                                                         | Серебро  | Бронза                                                                               | Бронза   |
| --------------- | ------------------------------------------------------------------------- | -------- | ----------------------------------------------------------------------------------------------- | -------- | ------------------------------------------------------------------------------------ | -------- |
| 500 метров      | Пьетро Сигель Италия                                                      | 41.166   | Стивен Дюбуа Канада                                                                             | 41.223   | Йенс Ван ’т Ваут Нидерланды                                                          | 41.243   |
| 1000 метров     | Пак Чи Вон Южная Корея                                                    | 1:27.741 | Стейн Десмет Бельгия                                                                            | 1:27.974 | Стивен Дюбуа Канада                                                                  | 1:28.069 |
| 1500 метров     | Пак Чи Вон Южная Корея                                                    | 2:17.792 | Пьетро Сигель Италия                                                                            | 2:17.898 | Паскаль Дион Канада                                                                  | 2:17.986 |
| Эстафета 5000 м | Китай · Ли Вэньлун · Линь Сяоцзюнь · Чжун Юйчэнь · Лю Гуаньи · Сун Цзяхуа | 6:56,709 | Италия · Пьетро Сигель · Андреа Кассинелли · Томмазо Дотти · Лука Спекенхаузер · Томаз Надалини | 6:56,786 | Республика Корея · Пак Чи Вон · Ли Джун Со · Хон Гён Хван · Ли Дон Гён · Лим Ён Джин | 7:04.884 |

#### Женщины
| Дисциплина      | Золото                                                                                                 | Золото   | Серебро                                                                            | Серебро  | Бронза                                                                       | Бронза   |
| --------------- | --- | -------- | ---------------------------------------------------------------------------------- | -------- | ---------------------------------------------------------------------------- | -------- |
| 500 метров      | Ксандра Велзебур Нидерланды                                                                            | 41.977   | Сюзанне Схюлтинг Нидерланды                                                        | 42.450   | Сельма Паутсма Нидерланды                                                    | 42.567   |
| 1000 метров     | Ксандра Велзебур Нидерланды                                                                            | 1:29.361 | Чхве Мин Джон Южная Корея                                                          | 1:29.679 | Кортни Саро Канада                                                           | 1:29.794 |
| 1500 метров     | Сюзанне Схюлтинг Нидерланды                                                                            | 2:31.349 | Чхве Мин Джон Южная Корея                                                          | 2:31.448 | Ким Бутен Канада                                                             | 2:31.575 |
| Эстафета 3000 м | Нидерланды · Сельма Паутсма · Яра ван Керкхоф · Ксандра Велзебур · Сюзанне Схюлтинг · Михелле Велзебур | 4:09.056 | Республика Корея · Чхве Мин Джон · Сим Сок Хи · Ким Гон Хи · Ким Гил Ли · Ли Со Ён | 4:09.151 | Канада · Ким Бутен · Клаудия Ганьон · Кортни Саро · Рене Стиндж · Рикки Доак | 4:09.372 |

### Смешанная эстафета
| Event           | Золото | Золото   | Серебро                                                                              | Серебро  | Бронза                                                                                         | Бронза   |
| --------------- | --- | -------- | ------------------------------------------------------------------------------------ | -------- | ---------------------------------------------------------------------------------------------- | -------- |
| Эстафета 2000 м | Нидерланды · Тён Бур · Сюзанне Схюлтинг · Йенс Ван ’т Ваут · Ксандра Велзебур · Ицхак де Лаат · Сельма Паутсма | 2:41.646 | Китай · Гун Ли · Ли Вэньлун · Линь Сяоцзюнь · Цзан Ицзэ · Ван Синьжань · Чжун Юйчэнь | 2:41.821 | Италия · Андреа Кассинелли · Арианна Сигель · Пьетро Сигель · Арианна Вальчепина · Кьяра Бетти | 2:41.907 |